# Hirasa muscosarius
Hirasa muscosarius är en fjärilsart som beskrevs av George Francis Hampson 1895. Hirasa muscosarius ingår i släktet Hirasa och familjen mätare. Inga underarter finns listade i Catalogue of Life.